# Cratera secundária

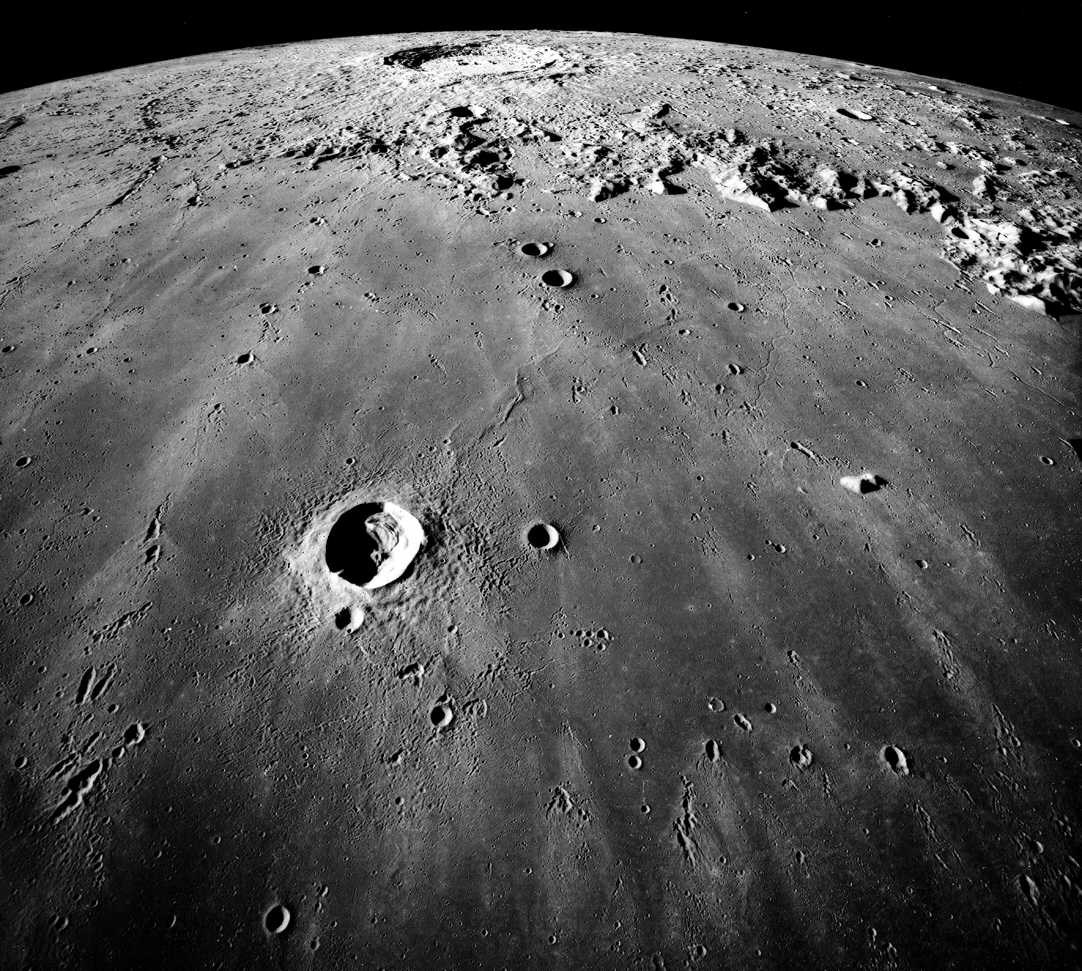
O Mare Imbrium (primeiro plano) é cercado de crateras de impacto secundário que formou a cratera Copernicus (centro superior).

Crateras secundárias são crateras de impacto formado pelo material que foi ejetado por uma cratera maior, depois de ter caido no solo em altas velocidades. Elas às vezes forma uma cadeia de crateras circular.